# Мистер и миссис Смит (фильм, 1941)
«Мистер и миссис Смит» (англ. Mr. & Mrs. Smith) — романтическая комедия Альфреда Хичкока, одна из немногочисленных работ режиссёра в этом жанре наряду с «Богатыми и странными».

## Сюжет
Утончённая супружеская пара Дэвид и Энни Смит начали свою совместную жизнь с весьма неординарной свадьбы и заключения брачного контракта с множеством всевозможных правил и условий. Согласно одному из них, супруги раз в месяц задают друг другу по одному вопросу, ответ на который должен быть полностью правдивым. И вот однажды Энни спрашивает Дэвида, женился бы он на ней, если бы судьба предоставила снова такую возможность. На это муж ей честно признаётся, что брак ему в тягость, а семья ограничила его свободу, и он очень подумал бы перед тем, как жениться вновь. По иронии именно в день серьёзного разговора между супругами к ним приходит чиновник из мэрии того города, где они поженились, и сообщает, что из-за ошибки с определением границ районов этого города браки, заключённые между 1936 и 1939 годами, считаются недействительными. Дэвид решает обратить эту абсурдную ситуацию в розыгрыш, шутку, однако он ещё не знает, что эту информацию чиновник уже донёс до его жены…

## В ролях
| Актёр/Актриса     | Персонаж                                  |
| ----------------- | ----------------------------------------- |
| Кэрол Ломбард     | Энни Краусхаймер Смит                     |
| Роберт Монтгомери | Дэвид Смит                                |
| Джин Рэймонд      | Джефферсон (Джеф) Кастер                  |
| Джек Карсон       | Чак Бенсон                                |
| Филип Меривейл    | Ашлей Кастер                              |
| Люсиль Уотсон     | Мисс Кастер                               |
| Уильям Трейси     | Саммай                                    |
| Патриша Фарр      | Глория О’Ди                               |
| Эмма Данн         | Марта                                     |
| Чарльз Хэлтон     | мистер Дивер, окружной чиновник из Айдахо |
| Эстер Дейл        | миссис Краушаймер                         |